# Jimmie Moore
Jimmie Moore (født 30. december 1925 i Jamaica, død 1. maj 2003 i Danmark) var en jamaicansk musiker og skuespiller. Han flyttede til Danmark og blev kapelmester på Hotel Kystens Perle i Snekkersten, der i 1950'erne var kendt for sin internationale underholdning. Han spillede også med sin kvintet Jimmie Moore and His Calypso Ramblers på Øresundsbådene, der sejlede mellem Kalkbrænderihavnen i København og Malmø.
Senere medvirkede han i foråret 1960 med succes i teaterforestilllingen En duft af honning på Allé-Scenen på Frederiksberg, hvor han spillede en ung farvet sømand. Ved opsætningen af stykket i London var han også med.
Han medvirkede i følgende film:
- Peters landlov (1963) - Billy (Hovmester)[4]
- Mennesker mødes og sød musik opstår i hjertet (1967)
- Affæren Christine Keeler (1963) (Udenlandsk film).

Har optrådte tillige ved SIFs sports- og showfest 1958, hvor Jimmie Moore og hans kvintet fik følgende anmeldelse:
”Størst bifald fik de fem gnistrende sorte Jamaica-negre ”Jimmy Moore and his Calypso Ramblers”, hvis spilleglæde og gode humør smittede af på børnene og i øvrigt også på de voksne …"